# Batalla de Naguanagua
La Batalla de Naguanagua fue un enfrentamiento militar librado en 1822 en el contexto de la Guerra de Independencia de Venezuela, entre las fuerzas realistas y patriotas con victoria de las segundas.

## Antecedentes
El 30 de julio de 1822, José Antonio Páez abandonaba el asedio de Puerto Cabello con sus 2000 hombres diezmados por el vómito negro. Los defensores, a las órdenes del capitán general Francisco Tomás Morales, esperaban una expedición peninsular de 1500 soldados. Por entonces, la mayoría de los ejércitos republicanos estaban concentrados en la provincia de Coro. Páez se reunió con Carlos Soublette en Valencia. Ahí se enteró de que los realistas sólo habían recibido de refuerzo a Sebastián de La Calzada y algunos oficiales del Caribe español.
En la tarde del 10 de agosto, Morales decidió avanzar sobre Valencia considerándola indefensa, marchando hasta la cima de un cerro llamado Cumbre de Valencia. El coronel británico George Woodberry salió con medio millar de reclutas de un depósito mientras Páez, que había avanzado hasta El Palito, cerca de Puerto Cabello, retrocedió al pie de la Cumbre para unirse al coronel con el batallón Granaderos y una cincuentena de dragones.Antes del combate, Morales había bombardeado el interior de Valencia desde Vigía Baja.

## Batalla
A las 06:00 ó 07:00 horas del 11, Morales ordenó a sus tropas de línea, flanqueadas por las milicias, cargar hacia abajo sobre el enemigo mientras las dos piezas de artillería descargaba su fuego. El principal combate se dio en el ala derecha republicana, donde 400 cazadores realistas, selectos entre todos los cuerpos, de origen europeo, atacaron al mando del teniente coronel Lorenzo Bustillos. En el otro flanco, el ataque fue realizado por el batallón Leales Corianos. En la izquierda, el coronel Juan José Rondón, héroe de las Queseras del Medio y el Pantano de Vargas, estaba al mando de una compañía de 100 granaderos veteranos, otra de 100 reclutas milicianos y un piquete de 25 dragones, logrando envolver al flanco enemigo de los Leales Corianos. El coronel Manuel Manrique hacia retroceder al ataque en el centro con dos compañías. El teniente coronel José Antonio Mina con un piquete de jinetes y dos compañías (mismas fuerzas que las de Rondón) salvaron el ala derecha grancolombiana. Cuando los realistas empezaron a retroceder la infantería enemiga los persiguió y respondieron formando un sólido bloque, aunque parte de sus cazadores fueron dispersados. Los monárquicos volvieron a las alturas, donde tenían sólidas posiciones, obligando a Páez a parar su ataque. La batalla había durado cuatro horas. Una hora después del combate llegó el batallón patriota Anzoátegui y la caballería que Páez dejó aquella noche en el camino del Palito.

## Consecuencias
El coronel Rondón fue herido en un tobillo, moriría poco después, el 23 de agosto de gangrena. Durante los días siguientes siguió habiendo escaramuzas, pero Morales se negó a bajar del cerro a pesar de las provocaciones de Páez. Sin embargo, el 14 llegó Soublette con su división desde el oeste y el capitán general decidió retirarse a Puerto Cabello, donde llegaría cuatro días después, abandonando a enfermos y heridos. En esos momentos se decidió atacar Maracaibo, de 24 000 habitantes, él sabía que la ciudad estaba débilmente guarnecida y que podía contar con el apoyo de los guajiros, «acérrimos enemigos de la independencia». Debió abandonar la artillería para llegar a su base. El 24 se embarcaba con 1200 soldados con rumbo al oeste. Cuando el coronel Juan Tello llegó desde Coro, las tropas realistas en Puerto Cabello alcanzaron los 4000 a 5000 hombres, según el historiador monárquico Mariano Torrente.

### Decimonónicas
- Baralt, Rafael María; Ramón Díaz (1841). Resumen de la historia de Venezuela, desde el año 1797 hasta el de 1830 II. París: Imprenta de H. Fournier y Cía.
- De Mosquera, Tomás Cipriano (1954). Memoria sobre la vida del General Simón Bolívar: Libertador de Colombia, Perú y Bolivia. Bogotá: Imprenta Nacional. Obra originalmente publicada en 1870.
- Montenegro Colón, Feliciano (1837). Geografía general para el uso de la juventud de Venezuela IV. Caracas: Imprenta de Damiron y Dupouy.
- Páez, José Antonio (1878). Autobiografía del general José Antonio Páez I. Nueva York: N. Ponce de León.
- Restrepo, José Manuel (1858). Historia de la Revolución de la República de Colombia en la América Meridional III. Besanzón: José Jacquin.
- Torrente, Mariano (1830). Historia de la revolución hispano-americana III. Madrid: Imprenta de León de Amarita.

### Modernas
- Bencomo Barrios, Héctor (2006). Páez y el arte militar. Caracas: Academia Nacional de la Historia. ISBN 9789802229956.
- Briceño Valero, Américo (1958). 'Hazañas, proezas y virtudes del general José Antonio Páez. Trujillo: Ediciones del Ejecutivo del Estado Trujillo.
- Chen, Chi-Yi; Michel Piccouet (1979). Dinámica de la población: caso de Venezuela. Caracas: Universidad Católica Andrés Bello.
- Pérez Ochoa, Eduardo (1982). La guerra irregular en la independencia de la Nueva Granada y Venezuela 1810-1830. Tunja: Vicerrectoría de Investigaciones y Extensión Universitaria de la Universidad Pedagógica y Tecnológica de Colombia & Ediciones La Rana y el Águila.
- Torres Almeida, Jesús Clodoaldo (1983). El almirante José Padilla (epopeya y martirio). Caracas: Ediciones El Tiempo.